# Лужица (Грчка)
Лужица (грч. Τριπόταμος, Трипотамос) је насељено место у општини Бер у периферији Средишња Македонија, Грчка. Према попису из 2021. године било је 480 становника.
Трипотамос је било старо словенско село које је уништено током Негушког устанка 1822. године. Обновљено је после Првог светског рата када су насељене 53 грчке избегличке породице из Турске, укупно 248 особа.